# Sankt Nicholas katedral i Ljubljana
Sankt Nicholas katedral är en kyrkobyggnad i Ljubljana, huvudstaden i Slovenien. Katedralen ligger i Ljubljanas medeltida stadskärna.

## Kyrkobyggnaden
Kyrkans historia började redan på 1200-talet och på platsen har det funnits kyrkor i romansk- och gotisk stil.  Första gången en kyrka omnämns är år 1262 och den var en basilika som bestod av huvudskepp och två sidoskepp. Under 1300-talet blev Ljubljana ett biskopssäte och kyrkan byggdes ut. Ännu en utbyggnad genomfördes på 1400-talet. Nuvarande kyrka uppfördes åren 1701-1706 efter ritningar av den italienska jesuiten Andrea Pozzo. Invigningen ägde rum 8 maj år 1707. Katedralen har en korsformad planform, har två kyrktorn och en grönfärgad kupol som byggdes 1841. I tornen hänger sex kyrkklockor. Fasaden är utsmyckad av kända italienska konstnärer.

## Bildgalleri

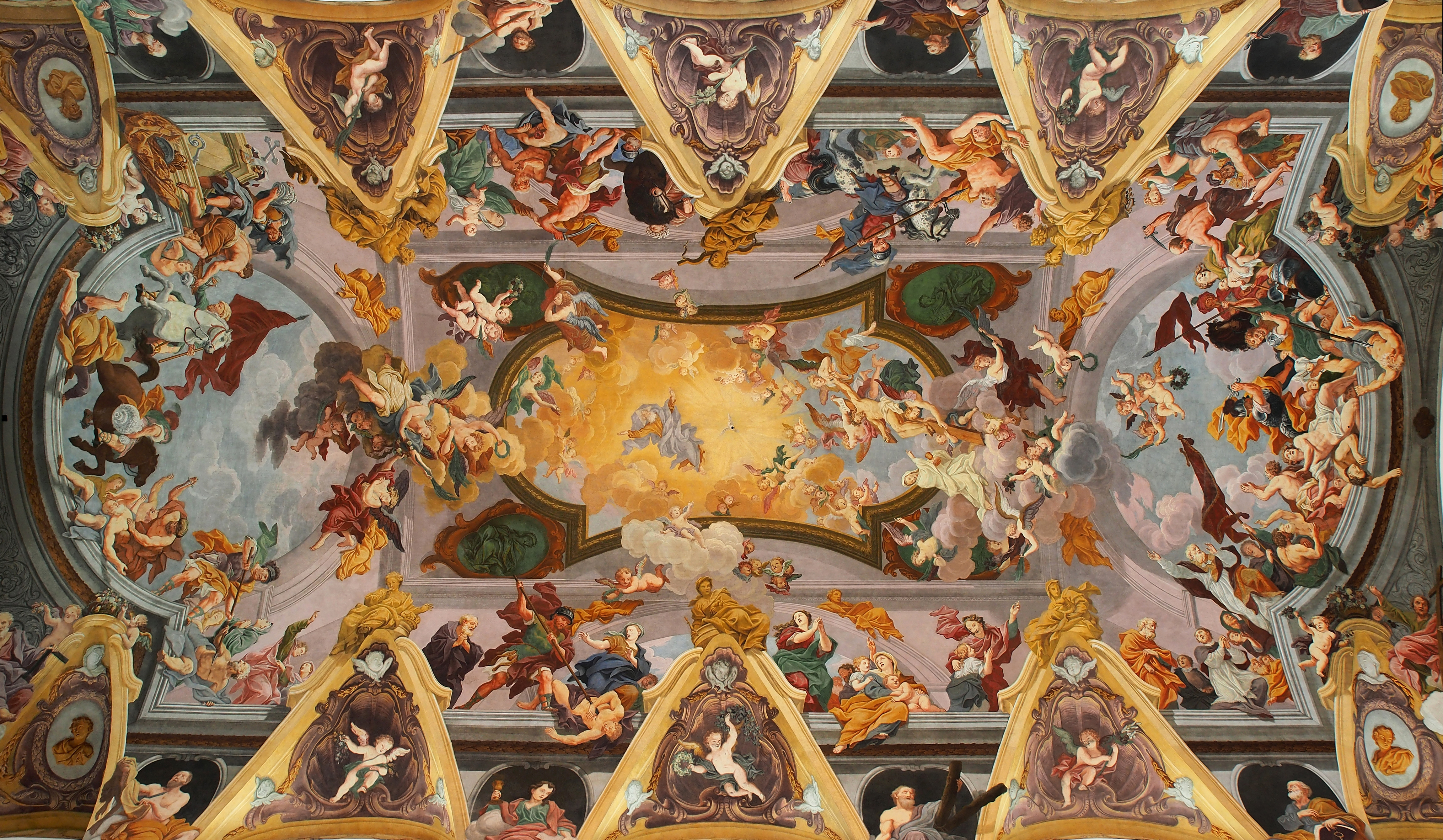
Takmålningar i barockstil
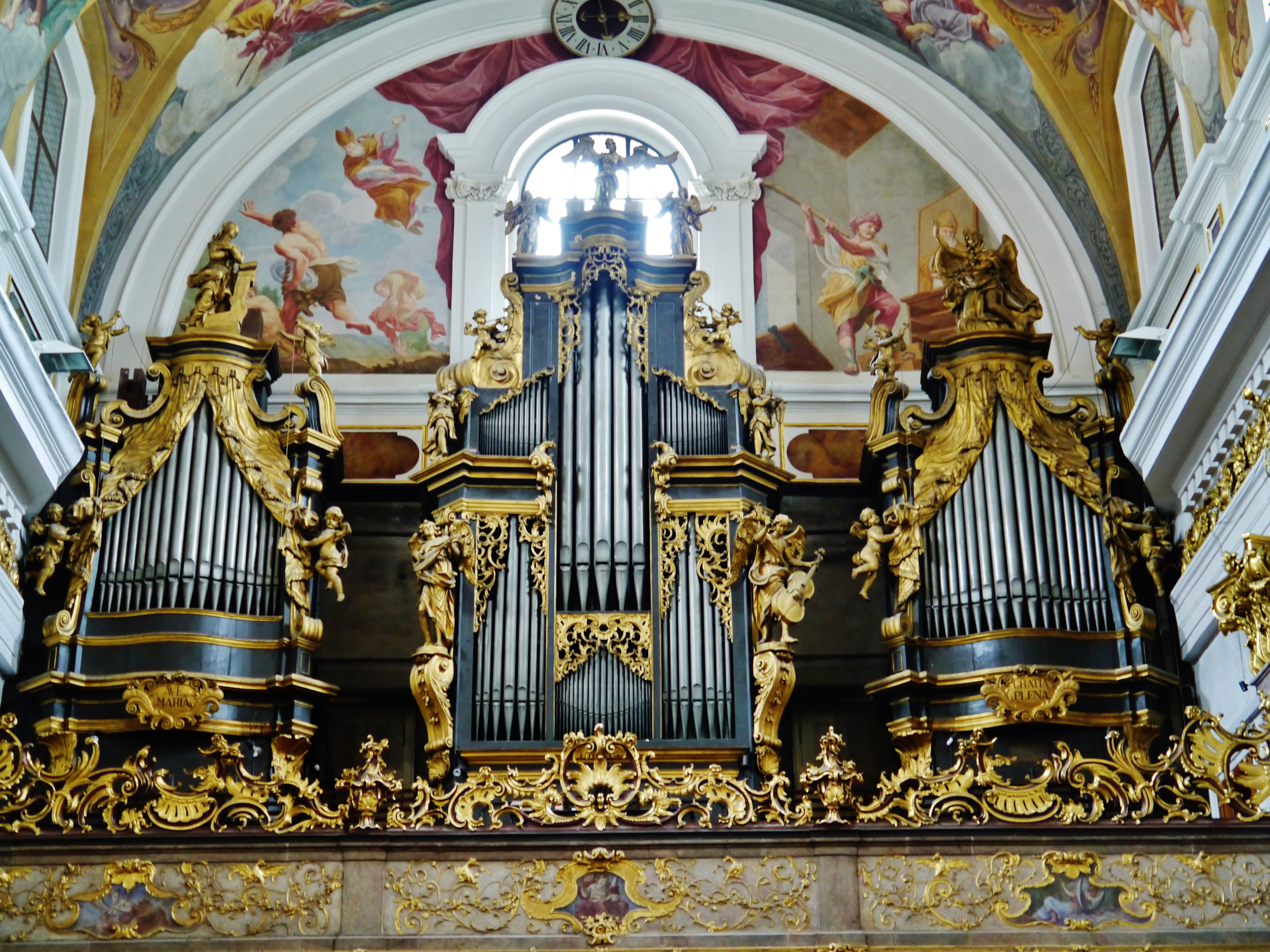
Läktarorgel
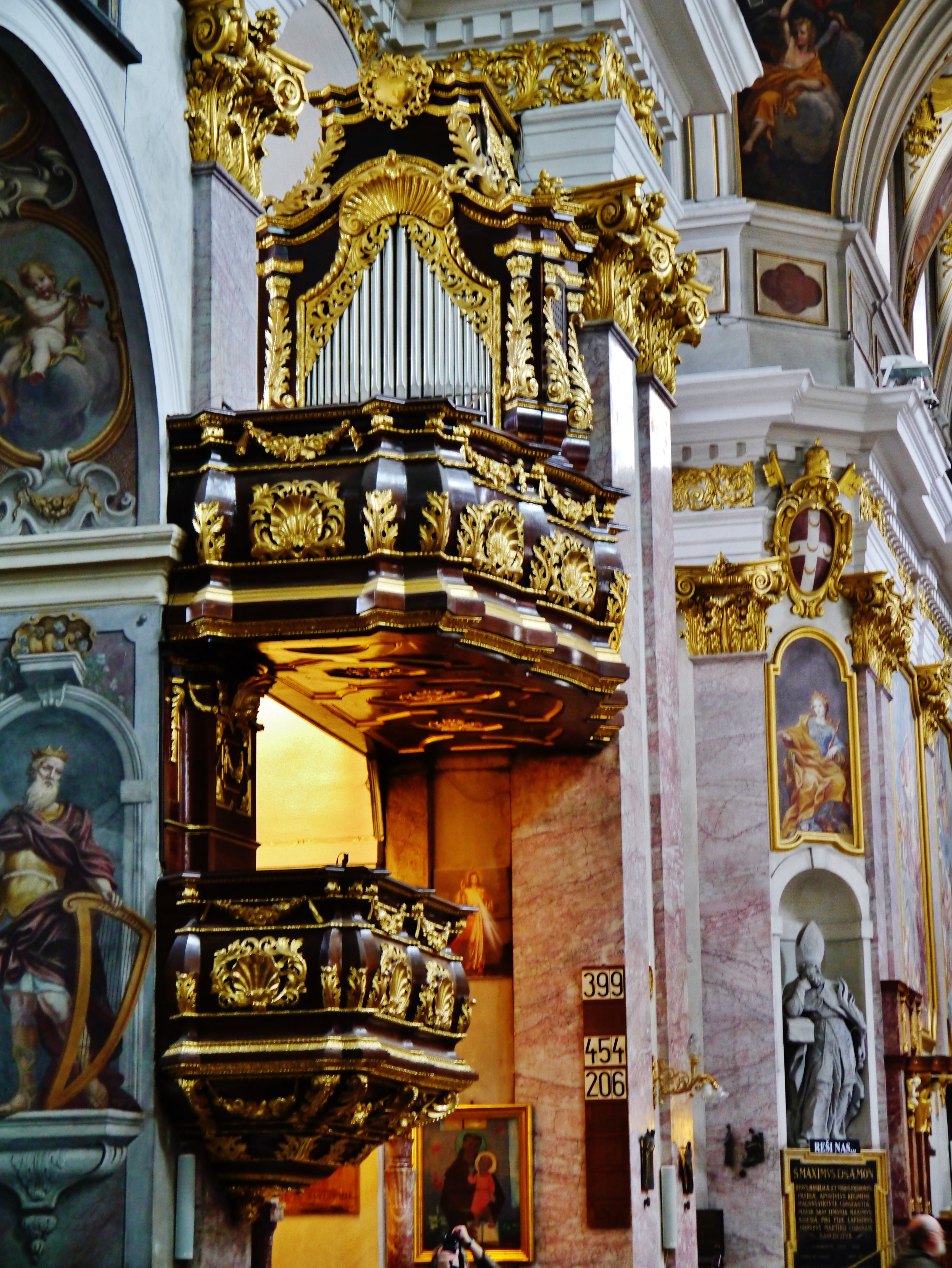
Predikstol